# Irénée-Jules Bienaymé
Irénée-Jules Bienaymé (28 de agosto de 1796 - 19 de octubre de 1878) nació y murió en  París. Fue un matemático francés que se dedicó a la teoría de la probabilidad y la estadística. Continuador de la obra de Laplace cuyo método de los mínimos cuadrados generalizó, contribuyó a la teoría de la probabilidad, al desarrollo de la estadística y a sus aplicaciones a los cálculos financieros, a la demografía y a las estadísticas sociales. En particular enunció la desigualdad de Bienaymé-Tchebychev en relación con la ley de los grandes números (1869).

## Vida
Cursó el bachillerato en el Liceo de Brujas y después en el Liceo Luis-el-Grande de París. Después de haber participado en la defensa de París en 1814, ingresó en la École Polytechnique en 1815, pero su promoción sería excluida el año siguiente de la escuela por Luis XVIII de Francia a causa de sus simpatías bonapartistas. 
En 1818 pasó a ser lector de matemáticas de la Escuela Especial Militar de Saint-Cyr, pero dos años después pasó a la administración de las Finanzas. Ascendió rápidamente a inspector y más tarde, en 1834, a inspector general. La República lo retiró en 1848 por falta de espíritu republicano. 
Aunque consiguió ser profesor de teoría de la probabilidad en la Sorbona, pidió su plaza en 1851. A partir de ese momento fue consejero, en particular experto en estadística para el gobierno de Napoleón III.
En 1852 ingresó en la Academia de Ciencias de Francia, donde durante 23 años seleccionó a los aspirantes al premio en estadística. Miembro Fundador de la Sociedad Matemática de Francia, alcanzó su presidencia en 1875.

## Obra
Bienaymé sólo publicó 23 artículos, de los que la mitad aparecieron en revistas de poca difusión. Sus primeros trabajos fueron acerca de la demografía y las tablas de mortandad. En particular estudió la extinción de las familias aristocráticas, cuya desaparición coincidía con el aumento de la población francesa en general (lo que evoca el destino de la escuela probabilística francesa de su época).
Estudió la Teoría analítica de las probabilidades (1812) de Laplace, y defendió conceptos de esta obra en una polémica que mantuvo con Poisson sobre el tamaño de los jurados y de la mayoría necesaria para la condena. Generalizó el método de Laplace de los mínimos cuadrados.
Junto con su amigo Antoine Augustin Cournot intentó poner orden en una teoría de la probabilidad que carecía ya del gran soplo de sus predecesores en esta disciplina. Después de las esperanzas que aportaron Bernoulli, Laplace y Poisson a una descripción probabilística del mundo con ayuda de algunas leyes universales, se estaba en horas bajas: 
« La infinita variedad de disposiciones empleadas por la naturaleza para producir de manera muy sencilla efectos muy complejos hace presumir que se descubrirán teoremas particulares que regirán hechos de distintos tipos. Pero no parece  que una fórmula análoga a la de Bernoulli pueda abrazar todas las circunstancias posibles. »
Tradujo al francés los trabajos de su amigo el matemático ruso Pafnouti Tchebychev y publicó la desigualdad de Bienaymé-Tchebychev que proporciona una demostración sencilla y precisa de la ley de los grandes números. Mantuvo correspondencia con el pionero de los estudios demográficos Quetelet. Se le relaciona también con Lamé. De espíritu polémico, Bienaymé criticó la ley de los grandes números de Poisson y tuvo una controversia con Cauchy.